# かしも通信
かしも通信（かしもつうしん）は、岐阜県中津川市加子母地区で発行されていた地域情報誌。2005年創刊、2025年休刊。

## 歴史
2005年（平成17年）には岐阜県恵那郡加子母村が中津川市に編入されたことで、旧加子母村で発行されていた広報誌が廃止された。加子母地区の情報を地域住民に伝えるものがなくなってしまうという理由から、加子母に住むアーティストや音楽家など3人のクリエーターを中心に創刊された。毎月1回加子母地区に無料配布されていた。スタッフは全員ボランティアで構成されており、加子母中学校、加子母小学校、加子母保育園、加子母総合事務所（旧村役場）、かしも明治座などと連携を組んでいた。
2025年4月号（通巻240号）で休刊した。